# تناجر أزرق الرقبة
تناجر أزرق الرقبة (الاسم العلمي: Tangara cyanicollis)، هو نوع من الطيور يتبع فصيلة التناجر ضمن رتبة العصفوريات.